# Eva-Maria Westphal
Eva-Maria Westphal (* 14. Januar 1918; † 1996) war eine deutsche Marathon- und Ultramarathonläuferin. Sie gilt als Pionierin im Langstreckenlauf und hielt von 1970 bis 1974 als erste Frau den deutschen Rekord im 100-km-Lauf.
Die Zahnarzthelferin aus Hamburg, nicht unbedingt mit einer Läuferfigur gesegnet, gewann im Alter von über fünfzig Jahren 1969 und 1971 die 100 km von Biel, einen der größten Ultramarathons weltweit. Dort stellte sie am 14. Juni 1969 in 12:24:00 h den ersten gelisteten deutschen Rekord über 100 km auf. Beim 100 km Lauf Unna gewann sie viermal in Folge von 1969 bis 1972 und unterbot bei ihrem Sieg am 5. September 1971 in persönlicher Bestleistung mit einer Zeit von 10:11:51 h ihren eigenen deutschen Rekord. Dieser Rekord wurde am 11. September 1974 von Christel Vollmerhausen in Unna auf 10:09:17 h verbessert. Ihre Paradedisziplin, den 100-km-Lauf, bestritt Westphal im Alter von 48 bis 70 Jahren insgesamt 21-mal im schweizerischen Biel, 15-mal in Unna, 7-mal in Hamm und einmal im finnischen Hartola.
1972 wurde Westphal in 3:52:30 h Zweite beim Schwarzwald-Marathon, dem ersten auch für Frauen ausgeschriebenen und damals größtem Marathon weltweit, nachdem sie im Vorjahr unter 71 Teilnehmerinnen den Gesamtsieg nur um wenige Sekunden hinter Elfriede Rapp verpasst hatte. Den Wolfsburg-Marathon 1973 konnte sie mit einer Zeit von 3:55:17 h gewinnen. Beim von Ernst van Aaken organisierten ersten speziell für Frauen international als inoffizielle Weltmeisterschaft ausgeschriebenen Marathonlauf in Waldniel 1973 war Eva-Maria Westphal mit 54 Jahren älteste Starterin (13. Platz, 3:47:34 h), ebenso bei der zweiten Austragung 1974, die von der ZDF-Sportreportage begleitet wurde. 1974 gewann Westphal zudem im März den Sensenstein-Marathon bei Nieste in 4:00:10 h, wurde im Mai beim Wolfsburg-Marathon in 3:24:54 h Dritte und siegte im Oktober als erste Frau überhaupt beim Athen-Marathon mit einer Zeit von 3:55:56 h.